# رخامى
الرُّخَامى أو لبلاب رأسي الساق (الاسم العلمي: Convolvulus cephalopodus) هو نوع غير مؤكد من النباتات يتبع جنس اللبلاب من الفصيلة اللبلابية. وموطنه الأصلي في الجزيرة العربية.